# Děnis Čeryšev
Děnis Čeryšev (* 26. prosinec 1990 Nižnij Novgorod) je ruský profesionální fotbalista, který hraje na pozici levého křídelníka za italský celek Benátky FC a za ruský národní tým.

## Klubová kariéra
Čeryšev působil v akademii Realu Madrid od roku 2002.
Za Castillu, tedy B-tým, debutoval v zápase s Villarealem, jenž Castilla prohrála 1:2. Za 14 let v Realu Madrid se do A-týmu nikdy natrvalo nedostal, odehrál za něj 2 ligové zápasy. Trenér José Mourinho jej nominoval na odvetné utkání španělského poháru Copa del Rey 27. listopadu 2012 proti CD Alcoyano, Čeryšev pobyl na hřišti 60 minut.
Jinak odehrál sezónu 2012/13 za Castillu ve druhé španělské lize a nasbíral 34 startů, ve kterých vstřelil 11 gólů.
Během září 2013 byl Realem zapůjčen do týmu Sevilla FC pro sezónu 2013/14 bez možnosti být Sevillou odkoupen.
I vlivem četných zranění si pod trenérem Unaiem Emerym zahrál 4 ligové zápasy. Po sezóně se vrátil do Realu Madrid.
V červnu 2014 zamířil do Villarealu, a to opět na hostování na jeden rok.
Na začátku února 2016 byl do konce sezóny poslán hostovat do Valencie.
V červnu 2016 přestoupil do Villarealu,
za který odehrál 2 sezóny. Pro sezónu 2018/19 byl poslán hostovat do Valencie. Po této sezóně do Valencie natrvalo přestoupil.

## Reprezentační kariéra
Účastnil se MS 2018 v Rusku, začínal na lavičce. V prvním utkání skupiny nahradil ještě v prvním poločase zraněného Alana Dzagojeva, aby o pár minut později ve 43. minutě zvýšil na 2:0 pro Rusko. V 91. minutě téhož utkání zvyšoval na 4:0, zápas nakonec po brance Alexandra Golovina skončil 5:0.
Ve druhém utkání s Egyptem vstřelil druhou branku utkání, zápas nakonec skončil vítězstvím Ruska 3:1.
Svůj další gól na šampionátu vstřelil ve čtvrtfinále s Chorvatskem, ale Rusko nakonec prohrálo na penalty.
Se čtyřmi góly byl Čeryšev nejlepším střelcem svého mužstva.
V září 2018 sehrál první utkání nové Ligy národů, ve které se Rusko střetlo s Tureckem. Čeryšev dal první gól a ačkoliv Turecko srovnalo, gól Arťoma Dzjuby rozhodl o výhře Ruska 2:1.
O pár dní později si zahrál v přátelském zápase s Českou republikou, Rusové vyhráli 5:1. Čeryšev gól nevstřelil a byl vystřídán v 80. minutě.